# بانوالد

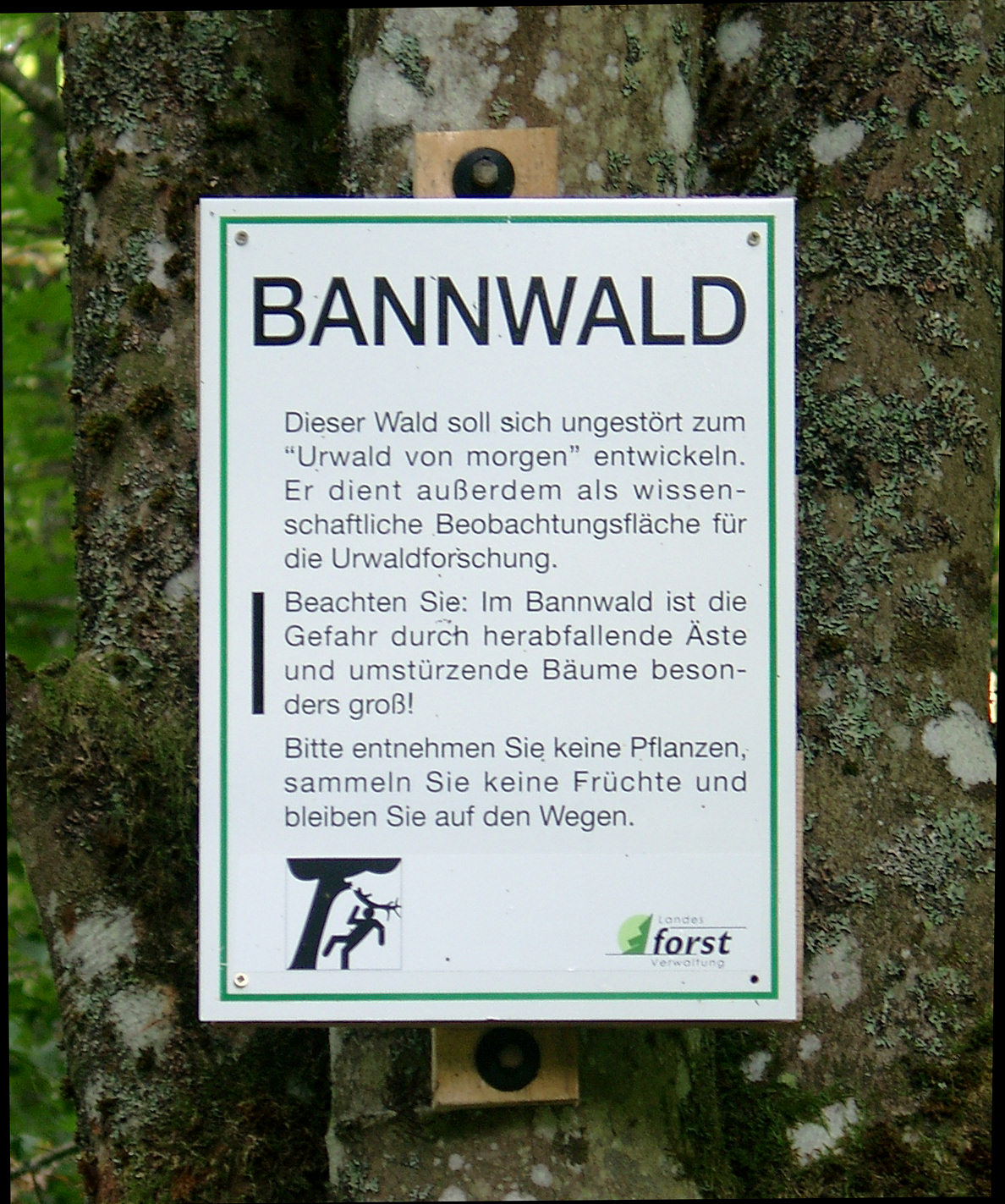
علامت اطلاعات

بانوالد (آلمانی: [ˈbanˌvalt] ) یک کلمه آلمانی است که در بخش‌هایی از آلمان و اتریش برای اشاره به منطقه‌ای از جنگل‌های حفاظت‌شده استفاده می‌شود. معنای دقیق آن بسته به مکان و زمان تغییر کرده است.

## ریشه‌شناسی
کلمه بانوالد ترکیبی آلمانی از Bann (هم‌ریشه با ban انگلیسی) و Wald (جنگل یا چوب) است. واژه بان (Bann) در زبان آلمانی معانی تاریخی زیادی دارد که یکی از آنها به منطقه‌ای اشاره دارد که توسط یک زمین‌دار در قرون وسطی کنترل و برای استفاده او کنار گذاشته شده بود (قابل مقایسه با جنگل‌هایی که در انگلستان آنگلوساکسون مشمول ممنوعیت سلطنتی بودند). بنوالد جنگلی بود که یک اشراف‌زاده حق استفاده از آن و موجودات درونش را داشت. در بیشتر مواقع، هدف از این کار جلوگیری از جمع‌آوری هیزم، برداشت درختان جوان برای تیرهای برق یا جمع‌آوری آجیل و انواع توت توسط مردم بود، کشاورزان خوک‌ها را موقتاً برای تغذیه از بلوط می‌آوردند. یک جنگل سلطنتی ممنوعه برای مدت بسیار طولانی در درایخ وجود داشت و منشور آن یکی از ابتدایی‌ترین منشورها بود. معادل تحت‌اللفظی (منسوخ) فرانسوی کلمه بامبو (همچنین: بانبوا) هنوز هم نام محلی جنگل‌های محلی در مناطقی است که زمانی بخشی از امپراتوری مقدس روم سابق بودند.
در دوران مدرن، اصطلاح بانوالد، به یک معنا، یک کلمه باستانی است که به عنوان یک اصطلاح خاص برای جنگل‌های تحت انواع مختلف حفاظت احیا شده است.

## محدوده
این اصطلاح عموماً با معنای نسبتاً وسیعی به کار می‌رود:
- جنگل حفاظتی، برای محافظت در برابر بهمن، ریزش سنگ، گل و لای یا سیل
- ذخیره‌گاه جنگلی، مناطق جنگلی حفاظت‌شده به دلایل حفاظت از طبیعت و حفاظت از محیط زیست
- جنگل تفریحی، گاهی اوقات به عنوان منطقه تفریحی نیز استفاده می‌شود

بسته به قانون جنگل مربوطه، ممکن است بین اصطلاحات جنگل ممنوعه و جنگل حفاظتی همپوشانی یا تفاوت معنایی وجود داشته باشد.

## عملکرد

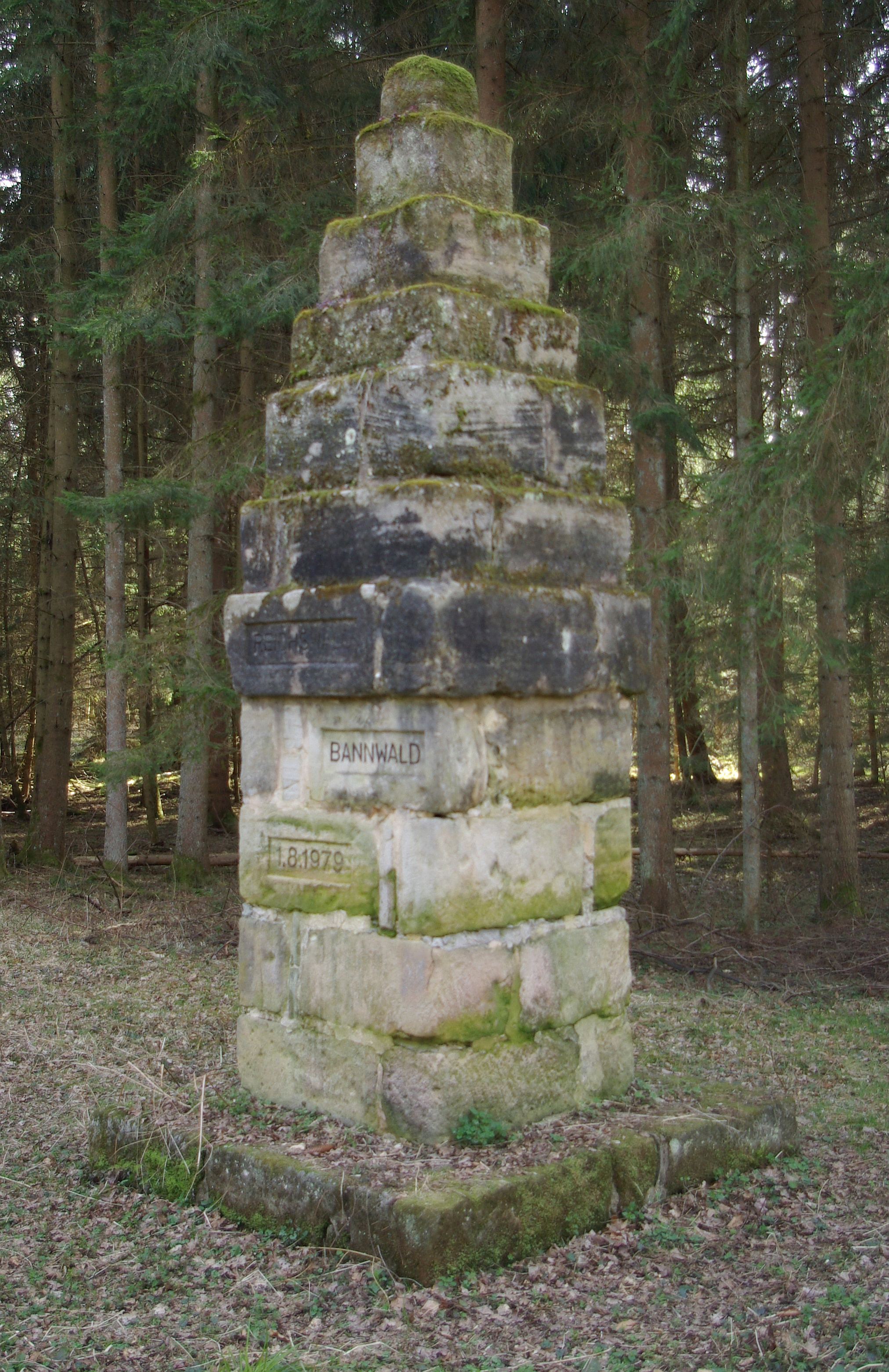
بنای یادبود جنگل ممنوعه در جنگل امپراتوری نورنبرگ

استفاده از جنگلداری هنوز مجاز است و در مورد جنگل‌های حفاظتی حتی مورد استقبال نیز قرار می‌گیرد (به جز در بادن-وورتمبرگ). با این حال، در مناطق اصلی ذخایر طبیعت ممنوع است. مناطق ممنوعه جنگلی (مناطق جنگلی موقتاً محدود شده) که مشمول ممنوعیت‌ها یا محدودیت‌های شکار هستند، یا شکارگاه‌های موقت یا مناطق حفاظت‌شده شکار (مناطقی که در طول فصل شکار یا فصل تولید مثل و پرورش حیوانات بسته هستند) به عنوان جنگل‌های ممنوعه طبقه‌بندی نمی‌شوند.

## تاریخچه
اصطلاح بان به قرون وسطی برمی‌گردد. در آن زمان، یک بانوالد به منطقه‌ای جنگلی اشاره می‌کرد که در آن ارباب مربوطه حق انحصاری استفاده از جنگل (امتیاز جنگل) را داشت. در ابتدا این فقط شامل شکار (امتیاز شکار) و ماهیگیری می‌شد، اما بعداً به استفاده کامل از جنگل گسترش یافت. در دره‌های کوهستانی سوئیس، جنگل‌های ممنوعه وظیفه محافظت در برابر بهمن و همچنین تأمین چوب کافی برای حصارکشی در برابر سیلاب‌ها را داشتند. احکام مربوطه از قرن چهاردهم مربوط به حفاظت در برابر بهمن، ریزش سنگ و سیل است. مفهوم بانوالد نقش مهمی در رمان «بند مارتین» اثر لودویگ گانگهوفر ایفا می‌کند که در آن یک مدیر مستبد در برشتسگادن ادعای امتیازات بیش از حد می‌کند.

## کشورها

### آلمان

#### بادن-وورتمبرگ

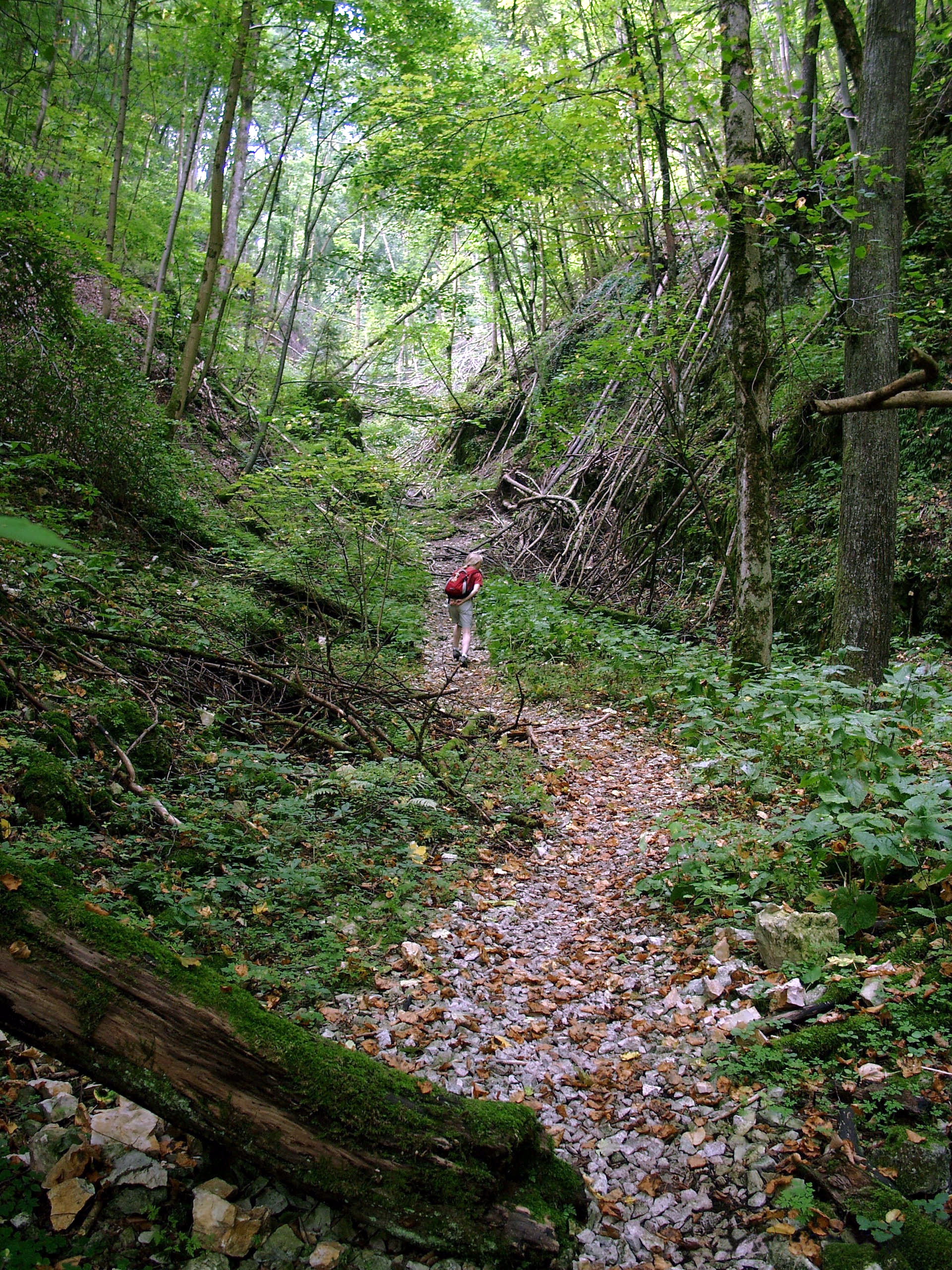
جنگل ممنوعه با مسیر پیاده‌روی در بادن-وورتمبرگ

در بادن-وورتمبرگ، ذخایر کاملاً محافظت‌شدهٔ بانوالد وجود دارد که هرگونه استفاده از آنها طبق قانون اکیداً ممنوع است. در سایر ایالت‌های فدرال آلمان، چنین ذخایر کل با نام‌های مختلفی شناخته می‌شوند. به دلیل تنوع ساختاری درختان زنده و چوب خشک، جنگل‌های ممنوعه پناهگاه بسیاری از گونه‌های در معرض خطر حیوانات، گیاهان و قارچ‌ها هستند. حذف گیاهان یا بخشی از گیاهان مانند گل‌ها، برگ‌ها، دانه‌ها یا میوه‌ها از این مناطق ممنوع است، همان‌طور که تغییر جریان طبیعی آب نیز ممنوع است. اگر درختی خطر قریب‌الوقوعی برای جاده‌های اطراف ایجاد کند، می‌توان آن را قطع کرد، اما چوب و سایر قسمت‌های درخت باید در منطقه حفاظت‌شده باقی بمانند. جاده‌ها و وسایل نقلیه مجاز نیستند، جاده‌های موجود قبلی باید مسدود و حذف شوند، فقط مسیرهای پیاده‌روی می‌توانند در این منطقه حفظ شوند. مزاحمت برای حیات وحش از طریق عکاسی ممنوع است. در این مناطق استفاده از مواد شیمیایی مجاز نیست. مناطق تحت نظارت هستند و تحولات آنها رصد می‌شود. شکار با اجازه ویژه مجاز است.

#### بایرن
در بایرن «وجود و اندازه جنگل، به ویژه در مناطق پرجمعیت و کم‌درخت، بسیار ضروری است و در نتیجه، اندازه و ساختار آن باید حفظ شود، زیرا از نظر آب و هوا، منابع آب یا تصفیه هوا از اهمیت فوق‌العاده‌ای برخوردار است» و ممکن است به عنوان جنگل ممنوعه طبقه‌بندی شود.»

#### هسن

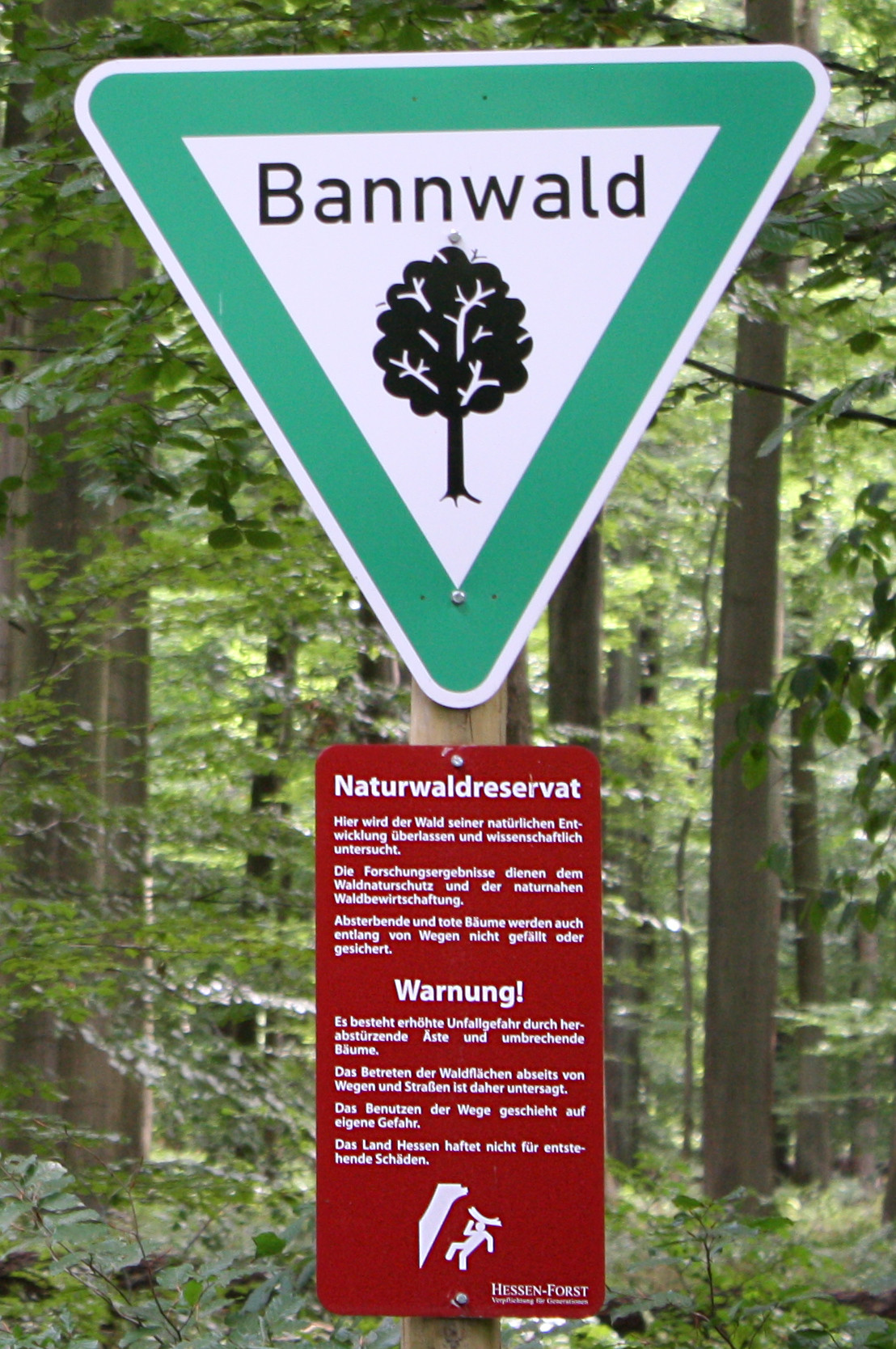
علامت اطلاعات در راکنبرگ (هسن)

در ایالت هسن، جنگلی به نام بانوالد وجود دارد که به دلیل موقعیت، اندازه و اهمیت فوق‌العاده‌اش برای تعادل هیدرولوژیکی، آب و هوا و تصفیه هوا، باید حفظ شود و فقط در موارد استثنایی می‌توان آن را قطع کرد.

### اتریش
در اتریش، بانوالد نوع سختگیرانه‌تری از جنگل حفاظتی است.

### سوئیس
قانون جنگلداری سوئیس مصوب ۱۸۷۴ از اصطلاح شوتزوالد (جنگل حفاظتی) به جای بانوالد استفاده می‌کند.

## برای مطالعهٔ بیشتر
- ریچارد بی. هیلف: در والد. Wald und Weidwerk in Geschichte und Gegenwart – قسمت اول [بازنشر]. آئولا، ویبلزهایم ۲۰۰۳،شابک ‎۳-۴۹۴-۰۱۳۳۱-۴
- Hans Hausrath: Geschichte des deutschen Waldbaus. Von seinen Anfängen bis 1850. مجموعه انتشارات مؤسسه سیاست و برنامه‌ریزی جنگلداری دانشگاه فرایبورگ. منتشر شده توسط دانشگاه، فرایبورگ ایم بریسگاو ۱۹۸۲،شابک ‎۳-۸۱۰۷-۶۸۰۳-۰